# Reichardia picroides
La grattalingua comune o terracrepolo (nome scientifico Reichardia picroides (L.) Roth, 1787) è una pianta angiosperma dicotiledone della famiglia delle Asteraceae.

## Etimologia
Il nome generico (Reichardia) è stato dato in onore al medico naturalista di Francoforte J.J. Reichard (1743 - 1782). L'epiteto specifico (picroides) deriva da due parole: dal genere botanico Picris L. (Aspraggine) e dalla parola greca "εἶδος" (eidos)" ("aspetto") e significa "di aspetto simile al Picris". Il nome del genere Picris deriva da una parola greca (pikros) il cui significato è "amaro" e si riferisce al sapore aspro della pianta.

Il binomio scientifico di questa pianta era inizialmente Scorzonera picroides proposto da Carl von Linné (1707 – 1778) biologo e scrittore svedese, considerato il padre della moderna classificazione scientifica degli organismi viventi, nella pubblicazione "Species Plantarum" del 1753 e successivamente perfezionato in quello attuale dal fisico e botanico germanico Albrecht Wilhelm Roth (1757-1834) nella pubblicazione "Botanische Abhandlungen und Beobachtungen" (Bot. Abh. Beobacht.: 35) del 1787.

## Descrizione

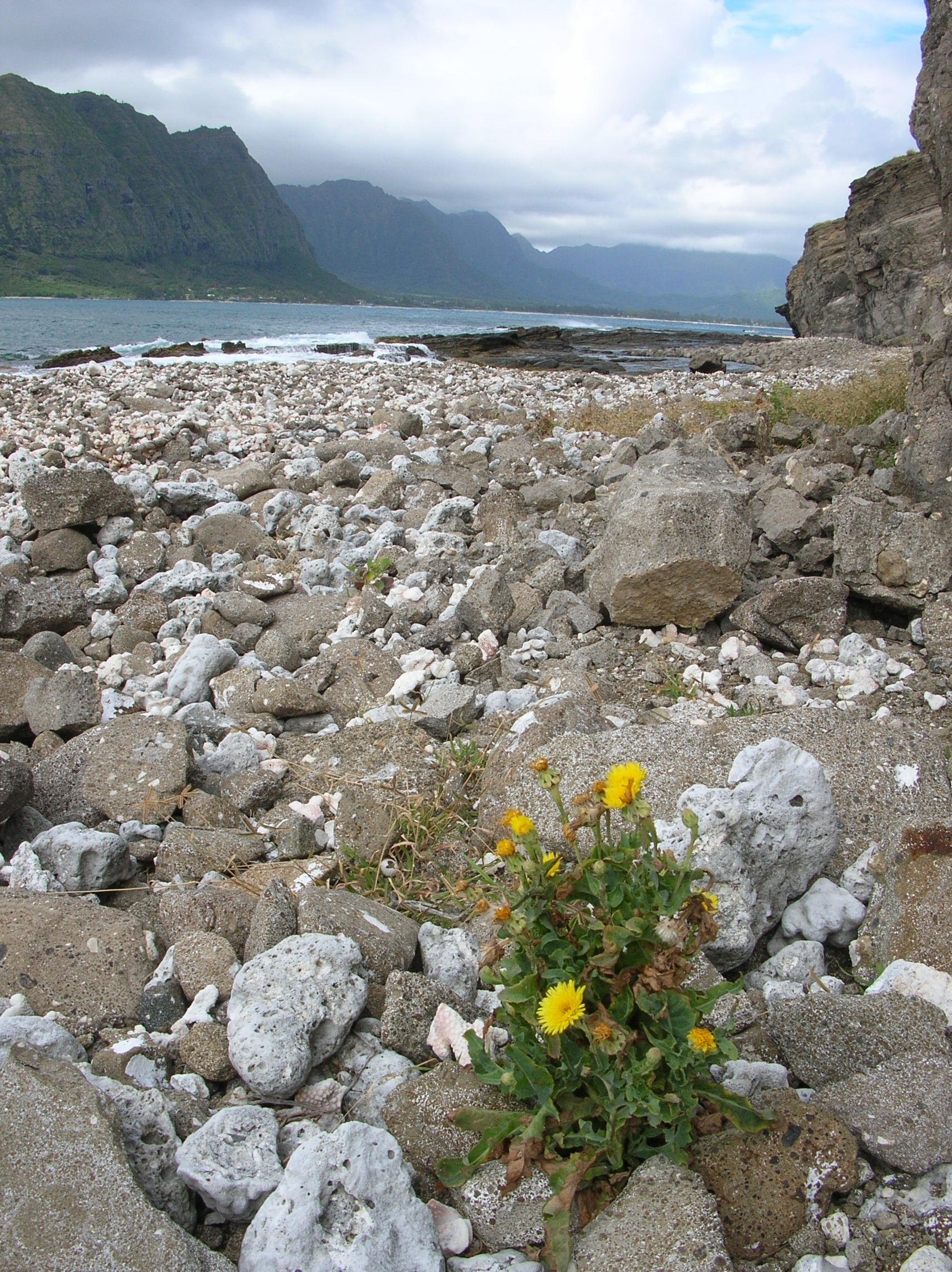
Habitat

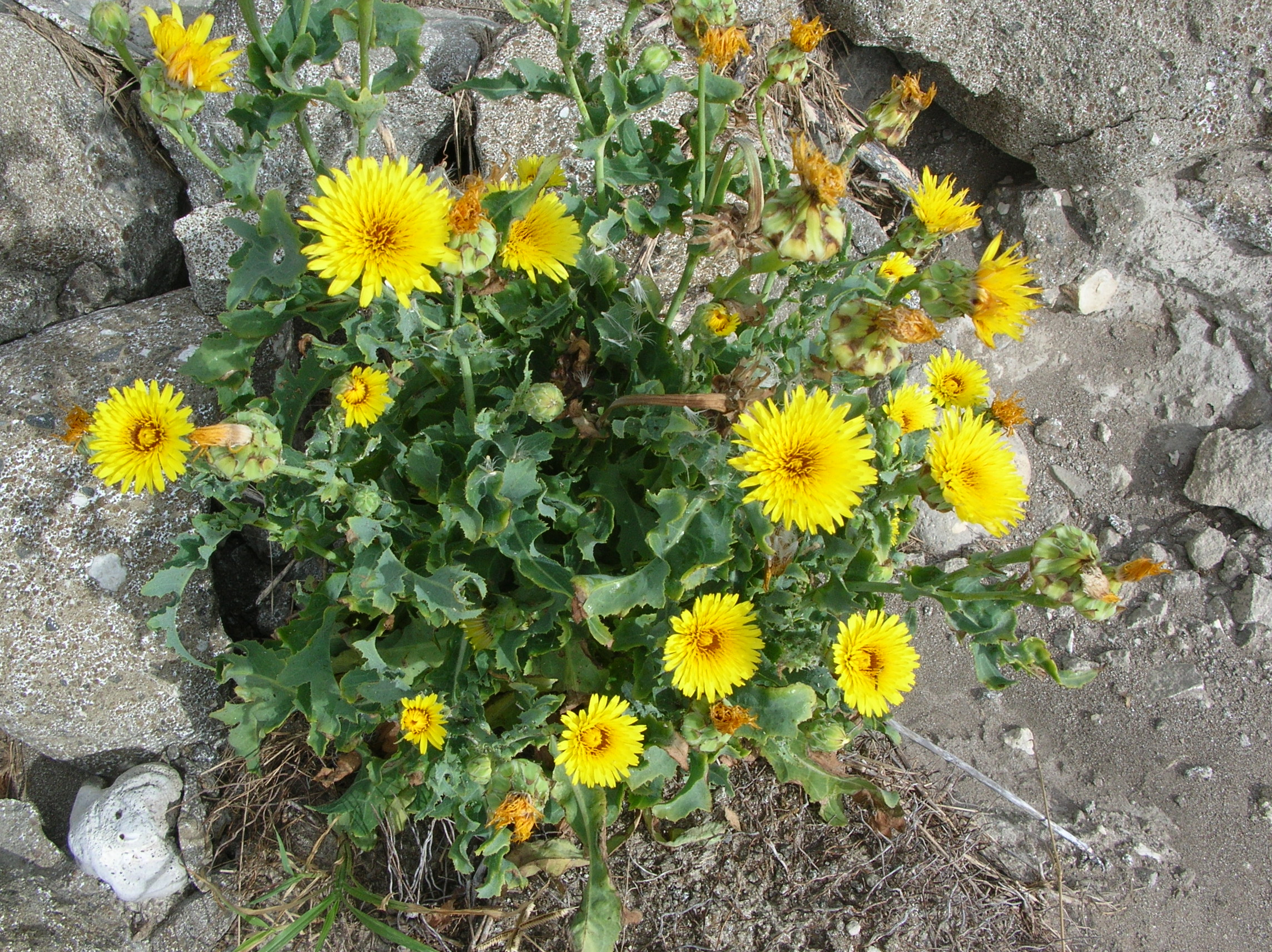
Habitus

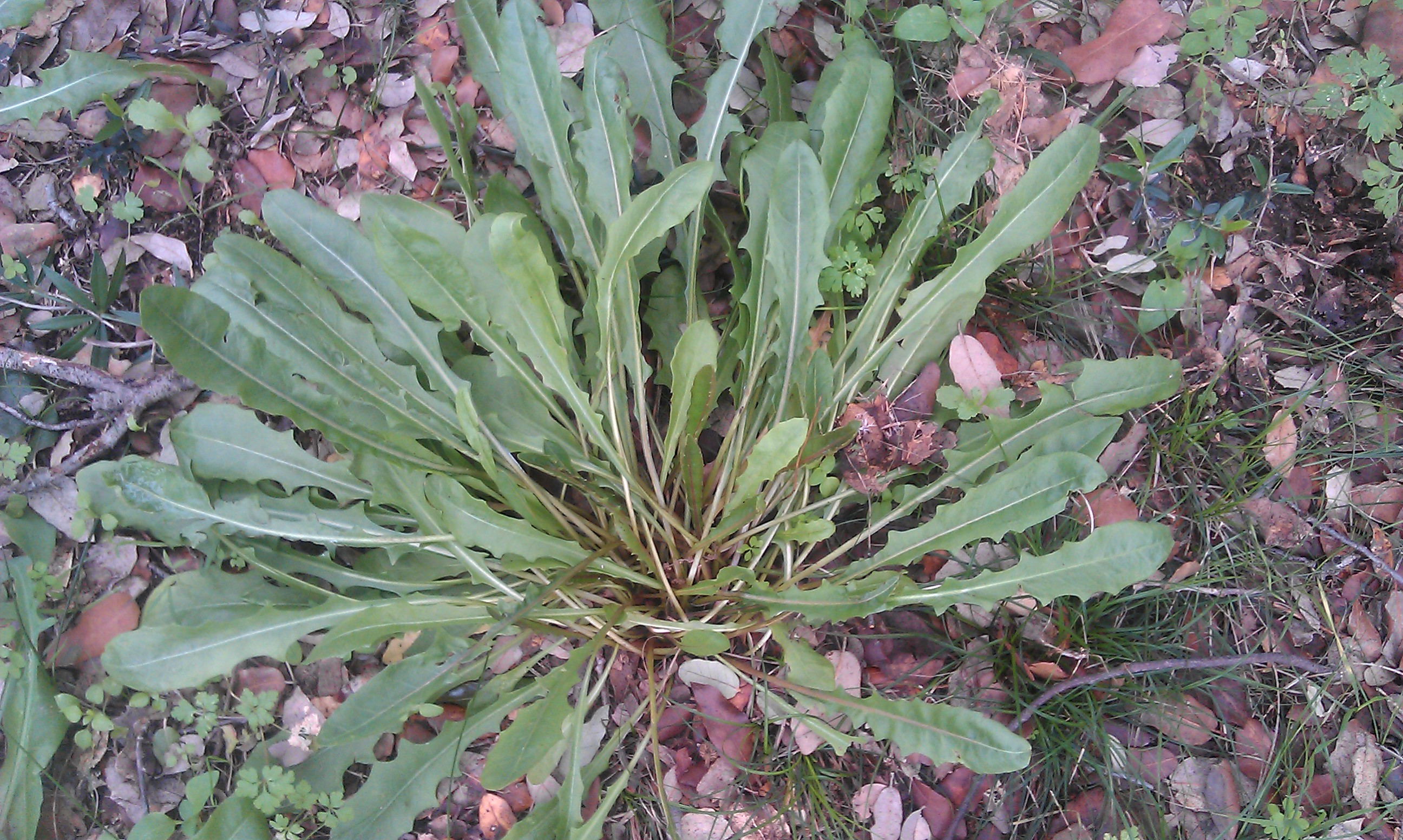
Rosetta basale

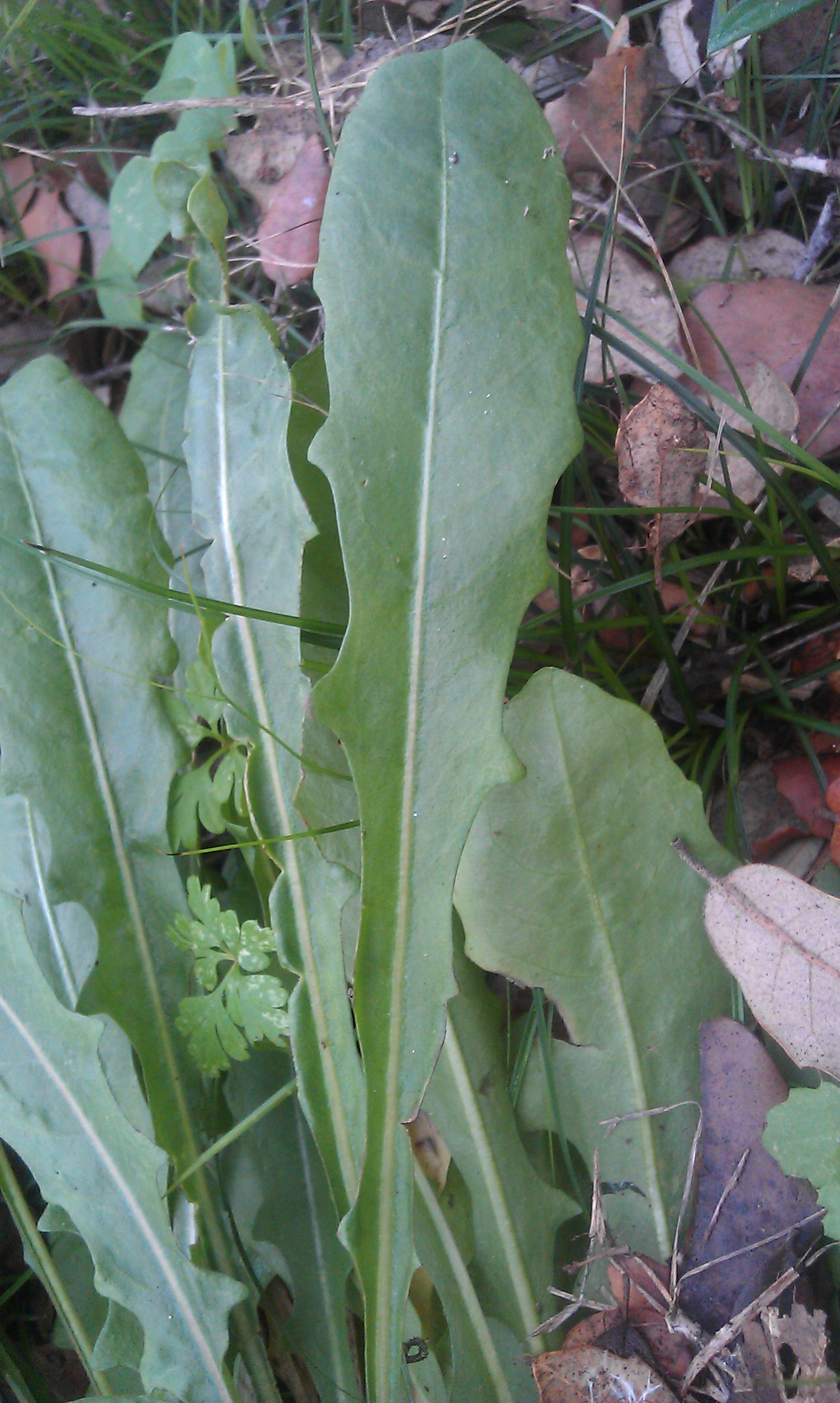
Foglia

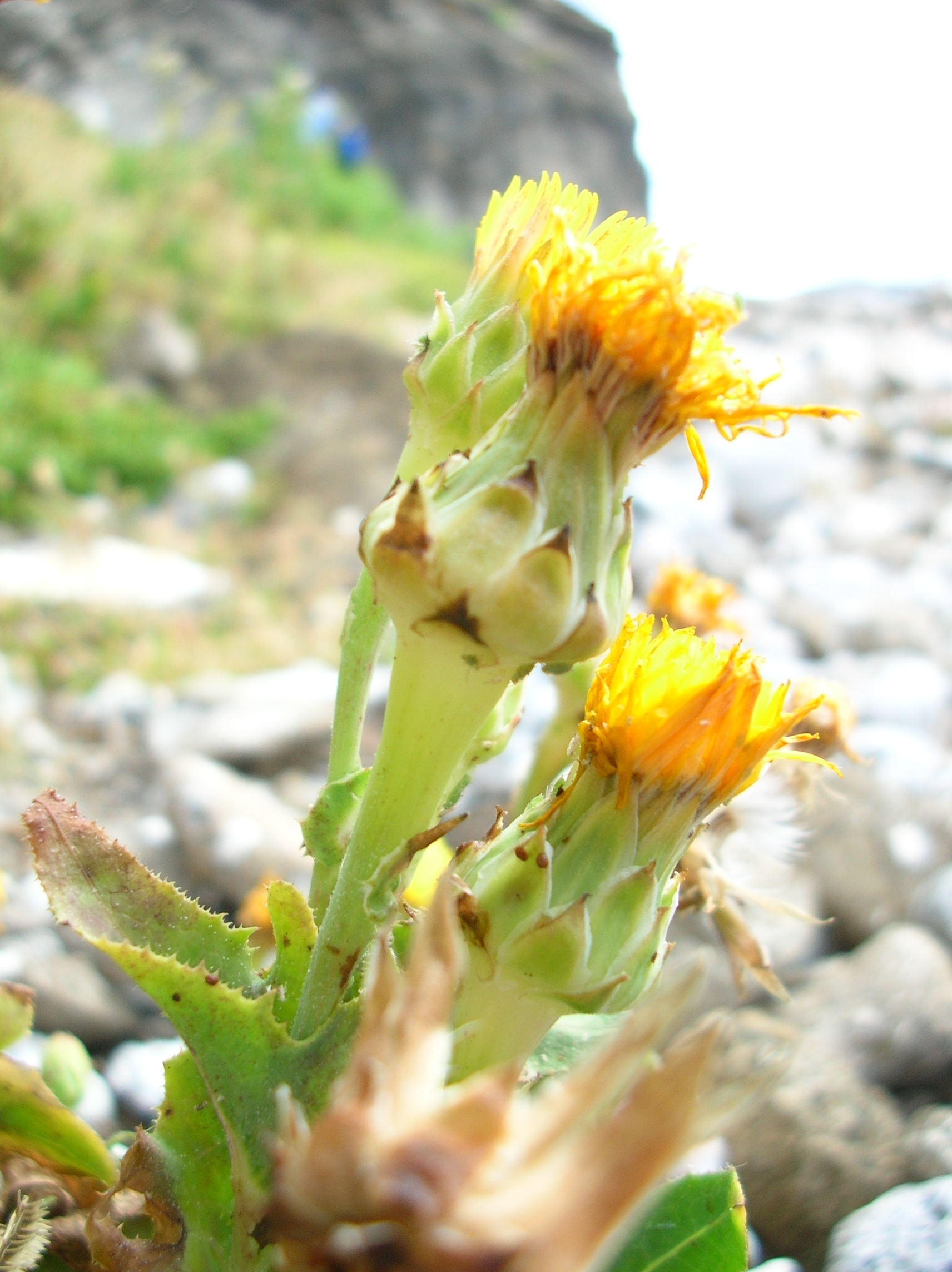
Capolino con in evidenza le squame dell'involucro

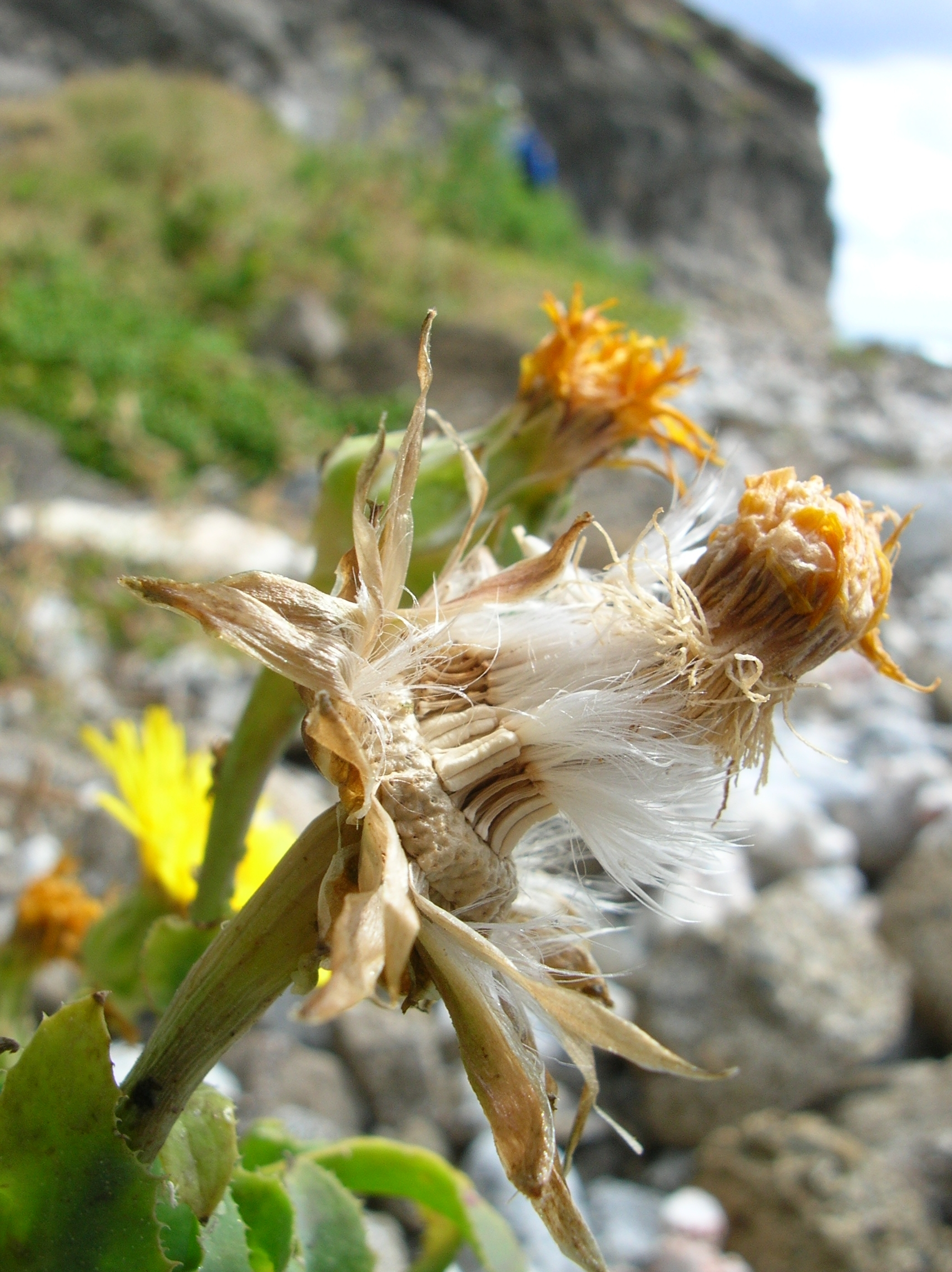
Pappo

Habitus. La forma biologica è emicriptofita scaposa (H scap), ossia sono piante a ciclo biologico perenne (alcune varietà sono anche annuali), con gemme svernanti al livello del suolo e protette dalla lettiera o dalla neve, spesso sono dotate di un asse fiorale eretto e privo di foglie. A volte queste piante formano dei cespuglietti. Tutta la pianta è glauca e glabra.
Fusto. 
- Parte ipogea: la parte sotterranea è legnosa e ingrossata; contiene del lattice dal gusto dolce. Le radici sono secondarie da rizoma.
- Parte epigea: la parte aerea del fusto è eretta e più o meno ramosa e glabra. Queste piante sono alte da 10 a 45 cm.

Foglie. Le foglie lungo il caule sono disposte in modo alterno e sono variabili nella morfologia: si possono avere foglie lobate con lamina a contorno più o meno oblanceolato (larghezza 0,5 - 2,5 cm; lunghezza 2 – 13 cm), oppure sono lineari con diversi lobi sporgenti per lato, oppure la lamina è decisamente pennatosetta o pennatopartita, oppure lirata o anche continua appena sinuata. Può essere presente una rosetta basale formata da una foglia a lamina sottile (larghezza 2 – 3 mm; lunghezza 4 – 5 cm) e 7 - 12 lacinie laterali. Le foglie cauline, con forme ovato-lanceolate, sono poche e spaziate; in genere sono progressivamente ridotte, ma in alcuni casi possono essere lunghe anche 5 – 7 cm. In alcune specie le foglie hanno una consistenza più carnosa, raramente sono bianco-papillose o tenui.
Infiorescenza. Le infiorescenze sono composte da 1 - 5 capolini isolati con peduncoli di 1 – 35 cm (i peduncoli sono ingrossati all'apice) e numerose brattee. I capolini sono formati da un involucro a forma ellissoide (dopo l'antesi acquista una struttura piriforme) composto da brattee (o squame) disposte in modo embricato su 2 serie all'interno delle quali un ricettacolo fa da base ai fiori tutti ligulati. Le brattee esterne sono ovate e acuminate con un margine scarioso largo 0,1 - 0,5 mm; le brattee mediane sono invece triangolari-lanceolate; quelle più interne sono triangolari e prive di margine scarioso. Il ricettacolo è nudo, senza pagliette a protezione della base dei fiori. I margini delle squame sono stretti e membranosi. Diametro dell'involucro: 10 – 25 mm. Diametro del capolino: 15 – 30 mm.
Fiore. I fiori, da 15 a 20, sono tutti del tipo ligulato (il tipo tubuloso, i fiori del disco, presente nella maggioranza delle Asteraceae, qui è assente), sono tetra-ciclici (ossia sono presenti 4 verticilli: calice – corolla – androceo – gineceo) e pentameri (ogni verticillo ha 5 elementi). I fiori sono ermafroditi e zigomorfi.
- Formula fiorale:

*/x K {\displaystyle \infty }, [C (5), A (5)], G 2 (infero), achenio
- Calice: i sepali del calice sono ridotti ad una coroncina di squame.
- Corolla: le corolle sono formate da una ligula terminante con 5 denti (sono più lunghe dell'involucro); sono colorate di giallo (giallo è anche la base del lembo; le ligule esterne hanno una banda rosata sul dorso); le corolle esterne nella parte abassiale sono brune o purpuree. Lunghezza della corolla: 20 mm.
- Androceo: gli stami sono 5 con filamenti liberi, mentre le antere, gialle, sono saldate in un manicotto (o tubo) circondante lo stilo.[15] Le antere alla base sono acute. Il polline è tricolporato.[16]
- Gineceo: lo stilo è filiforme con peli sul lato inferiore; gli stigmi dello stilo sono due divergenti. L'ovario è infero uniloculare formato da 2 carpelli.
- Fioritura: tutto l'anno (da aprile a ottobre al nord e a quote più alte).

Frutti. I frutti sono degli acheni con pappo. Gli acheni sono troncati all'apice (senza becco), ristretti alla base, striati; sono inoltre dimorfici: quelli dei fiori più esterni sono di colore scuro (bruno o nerastro) a forma ovoidale e con la superficie ricoperta da grossi bitorzoli allineati (acheni tubercolati); quelli dei fiori più interni, più lunghi e a forma cilindrica o conica, hanno un colore più chiaro (biancastro) con superficie liscia. Il pappo è formato da peli semplici connati alla base (facilmente si staccano tutti assieme). Dimensione degli acheni: esterni 2,5 – 3 mm; interni 3 – 4 mm.

## Biologia
- Impollinazione: l'impollinazione avviene tramite insetti (impollinazione entomogama tramite farfalle diurne e notturne).
- Riproduzione: la fecondazione avviene fondamentalmente tramite l'impollinazione dei fiori (vedi sopra).
- Dispersione: i semi (gli acheni) cadendo a terra sono successivamente dispersi soprattutto da insetti tipo formiche (disseminazione mirmecoria). In questo tipo di piante avviene anche un altro tipo di dispersione: zoocoria. Infatti gli uncini delle brattee dell'involucro si agganciano ai peli degli animali di passaggio disperdendo così anche su lunghe distanze i semi della pianta.

## Distribuzione e habitat

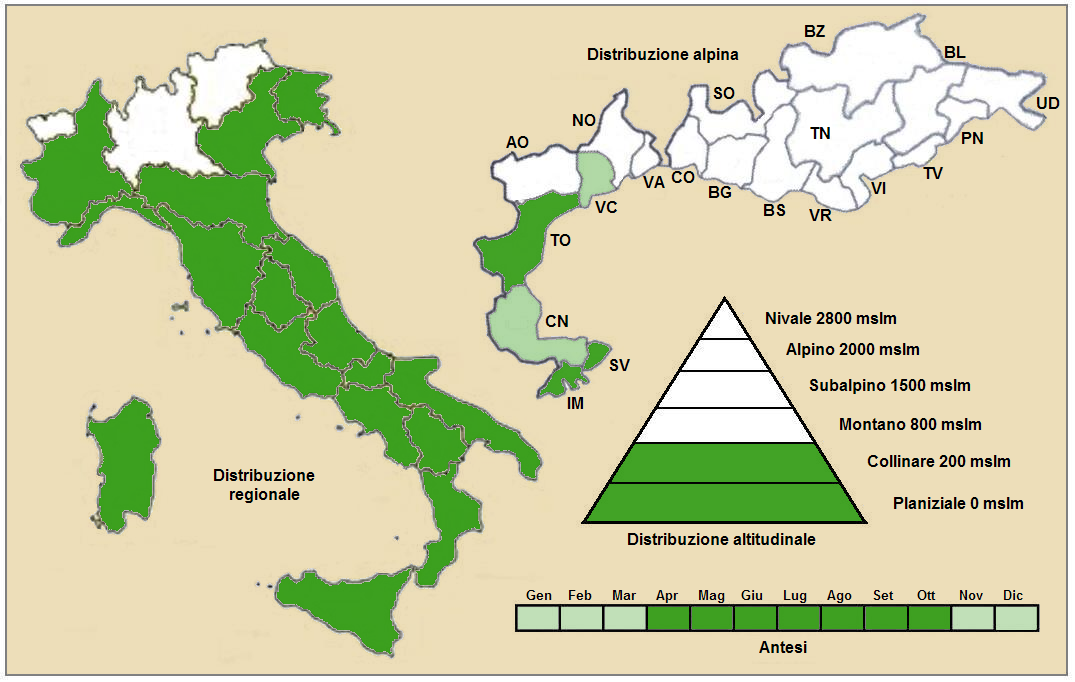
Distribuzione della pianta
(Distribuzione regionale – Distribuzione alpina)

- Geoelemento: il tipo corologico (area di origine) è Euri-mediterraneo.
- Distribuzione: in Italia è una specie abbastanza comune e si trova quasi ovunque. Fuori dall'Italia (nelle Alpi) è presente in alcuni dipartimenti alpini francesi (Alpes-de-Haute-Provence, Alpes-Maritimes, Drôme, Isère), mentre sui vari rilievi europei si trova nel Massiccio Centrale e Pirenei.[18] La presenza di questa specie è continua e abbastanza comune sia in Europa che in Asia e in Africa.[2]
- Habitat: l'habitat tipico per questa pianta sono le rupi marittime, gli incolti aridi, i muri e lungo le vie; ma anche i campi, le colture e le aree ruderali. Il substrato preferito è calcareo ma anche calcareo/siliceo con pH basico, bassi valori nutrizionali del terreno che deve essere arido.[18]
- Distribuzione altitudinale: sui rilievi queste piante si possono trovare fino a 1.000 m s.l.m.; frequentano quindi il seguente piano vegetazionale: collinare (oltre a quello planiziale – a livello del mare).

### Fitosociologia

#### Areale alpino
Dal punto di vista fitosociologico alpino Reichardia picroides appartiene alla seguente comunità vegetale:
Formazione: delle comunità a emicriptofite e camefite delle praterie rase magre secche;
Classe: Lygeo-Stipetea
Ordine: Brachypodietalia phoenicoidis

#### Areale italiano
Per l'areale completo italiano Reichardia picroides appartiene alla seguente comunità vegetale:
Macrotipologia: vegetazione casmofitica, glareicola ed epifitica
Classe: Parietarietea judaicae Oberdorfer, 1977
Ordine: Tortulo-cymbalarietalia Segal, 1969
Alleanza:  Parietarion judaicae Segal, 1969
Descrizione. L'alleanza  Parietarion judaicae è relativa alle comunità prevalentemente casmofitiche, nitrofile e termofile del mediterraneo. L’alleanza è distribuita nei territori del Mediterraneo occidentale, centrale e nord-orientale, in Macaronesia e nei territori atlantici della Penisola iberica. Si estende marginalmente anche nei territori temperati dell’Europa meridionale. In Italia si rinviene anche nell’area euro siberiana appenninica. Le stazioni preferite da questa alleanza sono in preferenza sinantropiche a carattere pioniero con sviluppo prevalentemente su opere murarie o più raramente, su rupi.
Specie presenti nell'associazione: Centranthus ruber, Hyoseris radiata, Ficus carica, Antirrhinum tortuosum, Capparis spinosa, Umbilicus rupestris, Cymbalaria muralis, Sonchus tenerrimus, Parietaria judaica, Antirrhinum siculum, Reichardia picroides, Umbilicus horizontalis, Hyoscyamus albus, Cicerbita tenerrima e Matthiola incana.
Altre alleanze per questa specie sono:
- Inulo viscosae-Agropyrion repentis
- Euphorbion pithyusae
- Centaureion pentadactylis
- Ptilostemono casabonae-Euphorbion cupanii
- Thero-Brachypodion ramosi
- Podospermo laciniati-Elytrigion athericae
- Taeniathero-Aegilopion geniculatae
- Hyparrhenion hirtae
- Hyparrhenenion hirtae
- Aristido coerulescentis-Hyparrhenenion hirtae
- Panico repentis-Hyparrhenenion hirtae

## Tassonomia
La famiglia di appartenenza di questa voce (Asteraceae o Compositae, nomen conservandum) probabilmente originaria del Sud America, è la più numerosa del mondo vegetale, comprende oltre 23.000 specie distribuite su 1.535 generi, oppure 22.750 specie e 1.530 generi secondo altre fonti (una delle checklist più aggiornata elenca fino a 1.679 generi). La famiglia attualmente (2021) è divisa in 16 sottofamiglie.
Il basionimo per questa specie è: Scorzonera picroides L..

### Filogenesi
Il genere di questa voce appartiene alla sottotribù Hyoseridinae della tribù Cichorieae (unica tribù della sottofamiglia Cichorioideae). In base ai dati filogenetici la sottofamiglia Cichorioideae è il terz'ultimo gruppo che si è separato dal nucleo delle Asteraceae (gli ultimi due sono Corymbioideae e Asteroideae). La sottotribù Hyoseridinae fa parte del "quarto" clade della tribù; in questo clade è in posizione "basale" vicina alla sottotribù Lactucinae.
In base alle ultime ricerche di tipo filogenetico sul DNA, di alcune parti della pianta, questo genere attualmente è descritto all'interno della sottotribù Hyoseridinae Less. e risulta formare un “gruppo fratello” con i generi Sonchus L. e Launeae Cass.(questi due ultimi generi rappresentano il "core" della sottotribù). Tradizionalmente, in precedenza, questo genere era descritto all'interno della sottotribù Sonchinae (nuova sottotribù definita dal botanico Bremer nel 1997, alcuni generi della quale attualmente sono confluiti in Hyoseridinae).
Un recente studio sempre di analisi di tipo filogenetico sul DNA dei cloroplasti ha permesso di stabilire le relazioni interne tra alcune delle specie di questo genere. Il genere risulta diviso in due cladi principali: Reichardia intermedia e Reichardia picroides da un lato e Reichardia tingitana, Reichardia gaditana, Reichardia ligulata e Reichardia crystallina dall'altro. È stato stimato inoltre che il tempo di divergenza dal genere vicino Launeae è di circa 28 milioni di anni (più o meno a metà Oligocene).
I caratteri distintivi per questa specie sono:
- il ciclo biologico è perenne;
- le foglie cauline hanno delle forme ovato-lanceolate con margini dentati;
- le brattee dell'involucro hanno dei margini scariosi larghi 0,1 - 0,5 mm;
- le ligule più esterne hanno una banda rosata sulla faccia dorsale;
- gli acheni sono dimorfi.

Il numero cromosomico di R. picroides è: 2n = 14.

### Variabilità
Questa pianta è abbastanza variabile. I caratteri più soggetti a variabilità sono:
- fusto: altezza e colore;
- foglie: disposizione, consistenza, colore della faccia superiore, dimensioni e caratteristiche dei margini;
- capolini: dimensioni.

### Specie simili
Le altre specie del genere Reichardia differiscono dai seguenti caratteri:
- Reichardia tingitana (L) Roth - Grattalingua marocchina: si distingue per i margini delle squame dell'involucro scariosi larghi fino a 2 mm, per le corolle gialle e purpuree alla base della ligula, per gli acheni non dimorfici, scuri e tubercolati.
- Reichardia intermedia (Sch. Bip.) Samp. - Grattalingua annuale: si distingue per gli acheni dimorfi, per i margini delle squame dell'involucro scariosi larghi 0,5 - 1,3 mm, per le ligule esterne con una banda verdastra e per le foglie indivise e lobate solo alla base.
- Reichardia crassifolia (Willk.) Guarino et Pignatti, 2019. Questa pianta è caratterizzata da un portamento suffruticoso (legnosa alla base) con foglie a consistenza carnosa, colorazione glauca e un mucrone cartilagineo all'apice dei dentelli delle foglie.

### Sinonimi
Questa entità ha avuto nel tempo diverse nomenclature. L'elenco seguente indica alcuni tra i sinonimi più frequenti:
- Picridium crassifolium Willk.
- Picridium intermedium var. gracile Sch.Bip.
- Picridium intermedium var. robustum Willk.
- Picridium istriacum Gand.
- Picridium lesbiacum  P.Candargy
- Picridium lingulatum  Boiss.
- Picridium macrogaranum Pancic ex Nyman
- Picridium maritimum  Rchb.f.
- Picridium mixtum  Gand.
- Picridium perenne  Fraas
- Picridium rupestre  Pomel
- Picridium sadleri  Gand.
- Picridium vulgare  Desf.
- Reichardia crassifolia  (Willk.) Guarino & Pignatti
- Reichardia integrifolia  Moench
- Reichardia intermedia subsp. gracilis  (Sch.Bip.) Rivas Mart.
- Reichardia picroides var. gracilis (Sch.Bip.) O.Bolòs & Vigo
- Reichardia picroides var. robusta  (Willk.) O.Bolòs & Vigo
- Scorzonera picroides L.
- Scorzonera variifolia  Salisb.
- Sonchus chondrilloides  Sm.
- Sonchus picroides (L.) Lam.
- Sonchus squamosus Lam.

## Usi (Cucina)
Le foglie di questa pianta sono commestibili (crude in insalata o cotte); anche la radice è commestibile.

## Altre notizie
La reichardia falsa picride in altre lingue è chiamata nei seguenti modi:
- (DE)  Bitterkraut-Reichardie
- (FR)  Reichardia fausse picride